# Секвойя
Секво́йя (лат. Sequoia) — монотипный род древесных растений семейства Кипарисовые (Cupressaceae). Естественный ареал рода — Тихоокеанское побережье Северной Америки. Отдельные экземпляры секвойи достигают высоты более 110 м — это один из самых высоких видов деревьев на Земле. Самое высокое дерево — Секвойя вечнозелёная (Sequoia sempervirens) с высотой 115,2 метра. 
Единственный вид — Sequoia sempervirens (D.Don) Endl. — Секвойя вечнозелёная, или Секвойя красная.

## Название
Название «секвойя» было предложено австрийским ботаником Штефаном Эндлихером в 1847 году для дерева, ранее известного под названием Taxodium sempervivens D.Don, Эндлихер не указал его происхождения. В 1854 году Эйса Грей, признававший необходимость выделения рода, писал о новом названии, как о «бессмысленном и неблагозвучном». В 1858 году Джордж Гордон опубликовал этимологию родовых названий ряда родов хвойных растений, предложенных Эндлихером, однако объяснения названию «Sequoia» не нашёл.
В 1868 году геолог штата Калифорния Джозайя Дуайт Уитни в путеводителе по Йосемити The Yosemite Book указал, что растение было названо в честь Секвойи (Джорджа Гесса) (Sequoyah, ок. 1770 — ок. 1843) — вождя индейского племени чероки, изобретателя слоговой азбуки чероки (1826) и основателя газеты на языке чероки. По Уитни, Эндлихер узнал об индейском вожде из статьи в Country Gentleman, привлёкшей его внимание. Из последующих изданий The Yosemite Book фраза о статье в Country Gentleman была удалена из-за её очевидной ошибочности. Эндлихер опубликовал название в 1847 году, умер 28 марта 1849 года, а первый номер Country Gentleman вышел только 4 ноября 1852 года. В Country Gentleman действительно появилась статья с упоминанием Секвойи только 24 января 1856 года. В этой статье описывалось дерево Sequoia gigantea, а также впервые предполагалось, что оно названо по имени индейского вождя.
В 1860 году в журнале The Gardener’s Monthly появились две статьи, в первой из которых некий L. поддерживал оправданность называния рода растений именем выдающегося индейского вождя, а во второй редактор журнала Томас Миэн сообщал, что никаких доказательств того, что род был назван именем Секвойи, ни у него, ни у L. нет, однако им оно кажется достаточно вероятным.
Джордж Гордон в 1862 году предположил, что Sequoia образовано от лат. sequī — «следовать за чем-то», по его мнению, этот род «следует» за родом Таксодиум, из которого Эндлихер его выделил. Однако он выделил из рода Таксодиум также род Глиптостробус, а назвал его совершенно иначе.
В 1879 году Джон Гилл Леммон писал: «считается, что [название] образовано от [имени] Секвойи, выдающегося индейца чероки, однако нет сомнения, что это — высказанная позднее идея, которая не должна поддерживаться». По его мнению, Эндлихер образовал название от sequī, считая секвойю последователем обширных лесов прошлого. Впоследствии Леммон продолжил исследование по установлению происхождения названия, а также направил письменные запросы к пятерым ведущим дендрологам об их мнении о названии. В 1890 году он опубликовал их ответы и свои выводы в статье Origin of the Name Sequoia. Так, Джозеф Долтон Гукер писал, что Грей считал род названным в память вождя Чероки. Томас Миэн сообщил, что L. — Дж. Х. Липпинкотт, был лично знаком с О. П. Декандолем и, вероятно, со знакомыми Эндлихера. Альфонс Декандоль ответил, что слово Sequoia — вероятно, набор букв и лишено какого-либо смысла. Оставшиеся два ботаника по поставленному вопросу мнения не имели.
Также Леммон упомянул о своём разговоре с Гукером и Греем, состоявшемся в 1877 году, после посещения ими берега Калифорнии, когда на вопрос Леммона о происхождении названия секвойи Грей ответил, что оно, без сомнения, образовано от sequī, а Эндлихер считал секвойю преемником окаменелых деревьев доисторического периода. Однако в вышеупомянутом письме Гукер утверждал об ином мнении Грея, что может свидетельствовать о неверной интерпретации Леммоном его слов. Против версии о преемственности доисторических деревьев косвенно свидетельствует тот факт, что Эндлихер, в той же работе 1847 года описавший несколько растений по окаменелостям, не указал на близость ни одного из них секвойе.
В 2012 году калифорнийский учёный Гэри Лау (англ. Gary D. Lowe) пришёл к иному выводу о происхождении названия.
Эндлихер поместил род Sequoia в подпорядок Cunninghamieae, к которому также отнёс четыре ранее известных рода — Dammara, Cunninghamia, Athrotaxis и Sciadopitys. В то время стремительно развивалось математическое направление в систематике растений, и австрийский ботаник для разграничения родов использовал, помимо прочих, постоянный в пределах рода численный признак — число семян на чешуйку шишки: 1 у Dammara, 3 у Cunninghamia, 3—5 у Athrotaxis и 5—9 у Sciadopitys. В 1830 году Александр Браун обнаружил, что последовательности 1, 3, 4, 7 (получающиеся средние числа семян на чешуйку у этих родов) — впоследствии числам Люка — отвечает также расположение у родов хвойных хвоинок и шишек, на что обратил внимание Эндлихер.
При рассмотрении Taxodium sepmervivens Эндлихер обнаружил, что у этого растения на чешуйки приходится по 5—7, в среднем по 6 семян, в последовательность 1, 3, 4, 7 не укладывающиеся. Эндлихер получил новую последовательность — 1, 3, 4, 6, 7. Вероятно, именно по этой причине он образовал новое родовое название от sequī. Вследствие отсутствия какого-либо единства в принципах классификации в XIX веке математические признаки, которым придавал значение Эндлихер, были вскоре забыты.

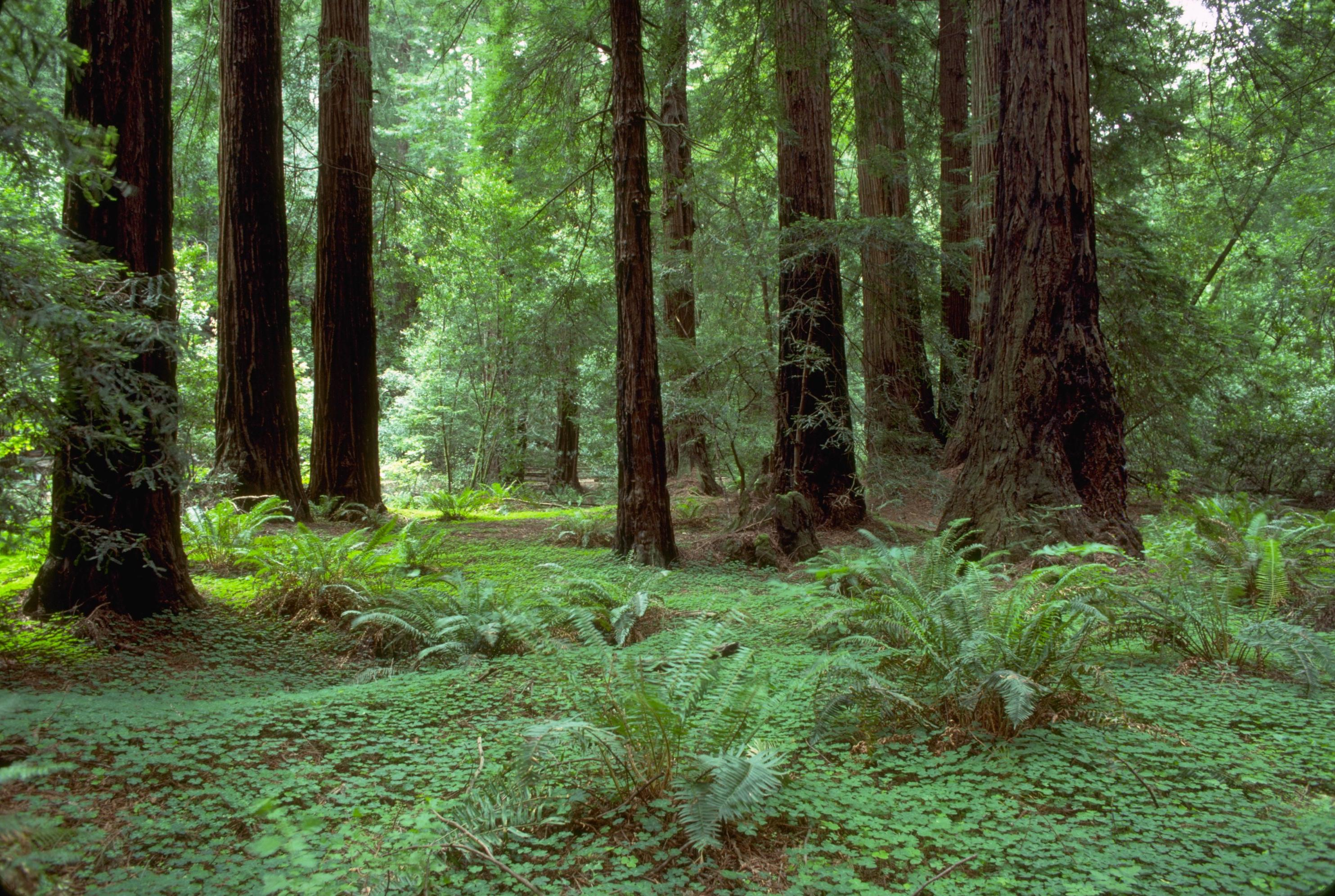
Секвойи в Мьюирском лесу

Исследования 2017 года, проведённые Нэнси Мюледи-Мэхам (англ. Nancy E. Muleady-Mecham) из университета Северной Аризоны, в ходе которых была проведена работа с архивами в Вене, показывают, что Штефан Эндлихер часто давал ботанические названия в честь других людей, был полиглотом и интересовался лингвистикой. Кроме того, анализируя его переписку, Мюледи-Мэхам пришла к заключению что Эндлихер был осведомлен о вкладе вождя Секвойя в развитие языка и культуры чероки. Таким образом, более вероятна точка зрения, что род получил своё название в честь вождя Секвойи, как создателя слоговой азбуки чероки.
Следует отметить, что в ареале естественного распространения секвойя более известна как «красное дерево» (англ. Redwood, или Coastal Redwood, или California Redwood), в этом ареале расположены заповедники Редвуд и Мьюирский лес; в то же время растения родственного вида секвойядендрон известны как «гигантские секвойи». Именно последние произрастают в Национальном парке Секвойя.

## Ботаническое описание
Секвойя — вечнозелёное однодомное дерево.
Крона конической формы, ветви растут горизонтально или с лёгким наклоном вниз. Кора очень толстая, до 30 см толщиной, и сравнительно мягкая, волокнистая, красно-коричневого цвета сразу после её снятия (отсюда название «красное дерево»), со временем темнеет. Корневая система состоит из неглубоких, широко раскинувшихся боковых корней. Листья у молодых деревьев — вытянутые и плоские, длиной 15—25 мм, в верхней части кроны старых деревьев — чешуевидные, длиной от 5 до 10 мм.
Шишки яйцевидной формы, длиной 15—32 мм, с 15—25 спирально закрученными чешуйками; опыление происходит в конце зимы, созревание — спустя 8—9 месяцев. В каждой шишке находится 3—7 семян, каждое из которых имеет 3—4 мм в длину и 0,5 мм в ширину. Семена высыпаются, когда шишка высыхает и открывается.
Геном секвойи (составляющий 31 500 мегабаз) — один из самых больших среди хвойных, и это единственный известный на настоящий момент гексаплоид среди голосеменных.

## Распространение и экология

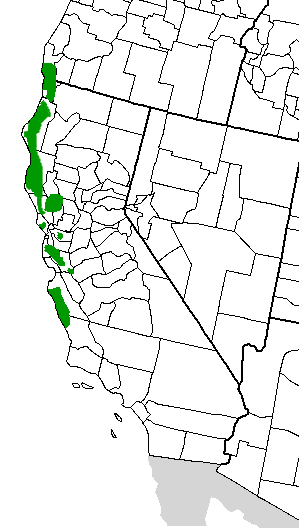
Ареал

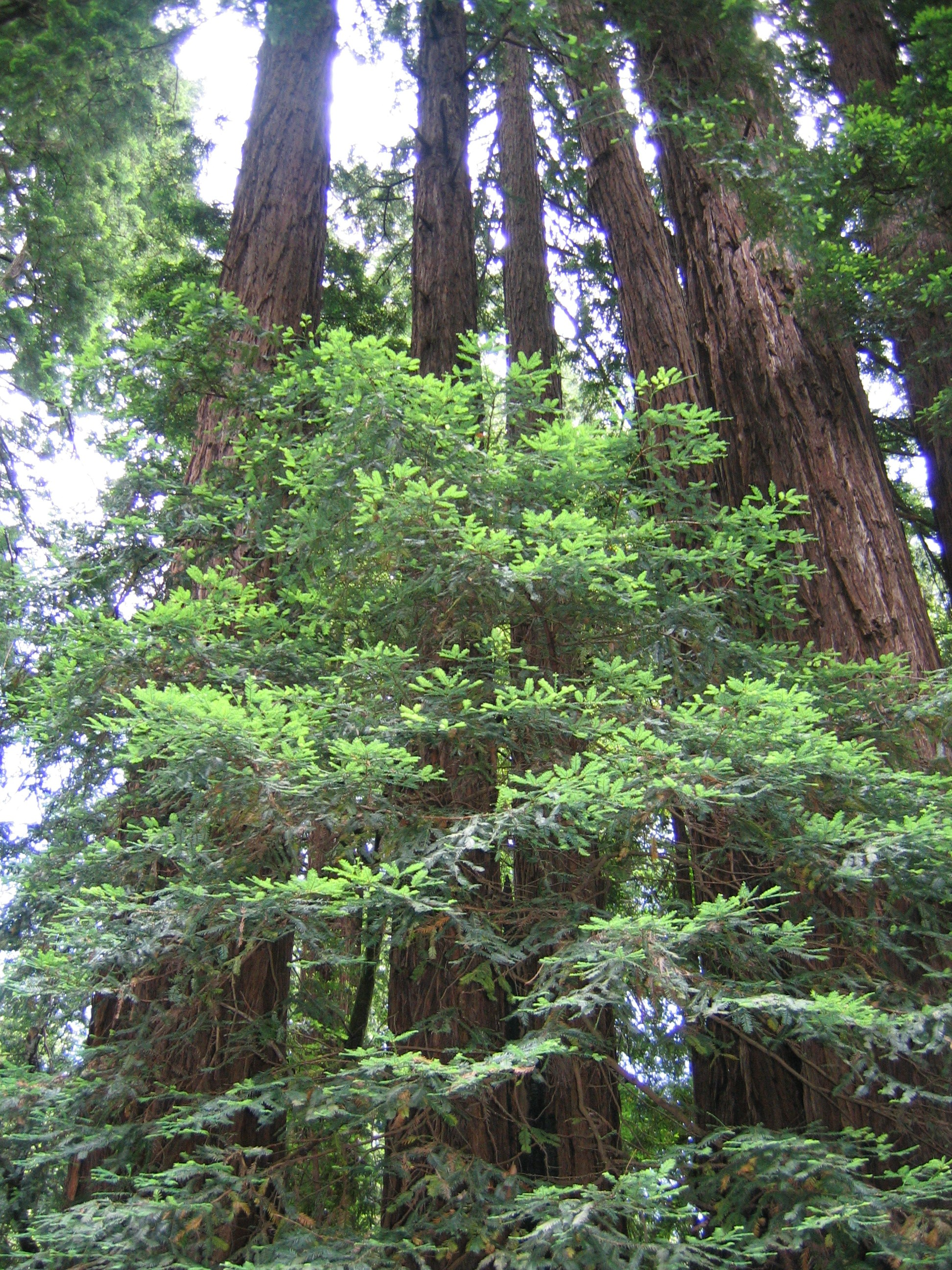
Молодая поросль вокруг старого дерева

Произрастает в США вдоль побережья Тихого океана на полосе протяжённостью около 750 км и шириной от 8 до 75 км от Калифорнии до юго-западного Орегона, а также выращивается в канадской провинции Британская Колумбия, на юго-востоке США от восточного Техаса до Мэриленда, на Гавайях, в Новой Зеландии, Великобритании, Италии, Португалии, ЮАР и Мексике. Средние высоты — 30-750 м над уровнем моря, иногда деревья растут у самого берега, иногда взбираются на высоту до 920 м. Секвойя любит влажность, которую приносит с собой морской воздух. Высочайшие и старейшие деревья растут в ущельях и глубоких оврагах, куда круглый год могут добраться потоки влажного воздуха и где регулярно случаются туманы. Деревья, растущие выше слоя тумана (выше 700 м), ниже и меньше из-за более сухих, ветреных и прохладных условий произрастания.

## Факты

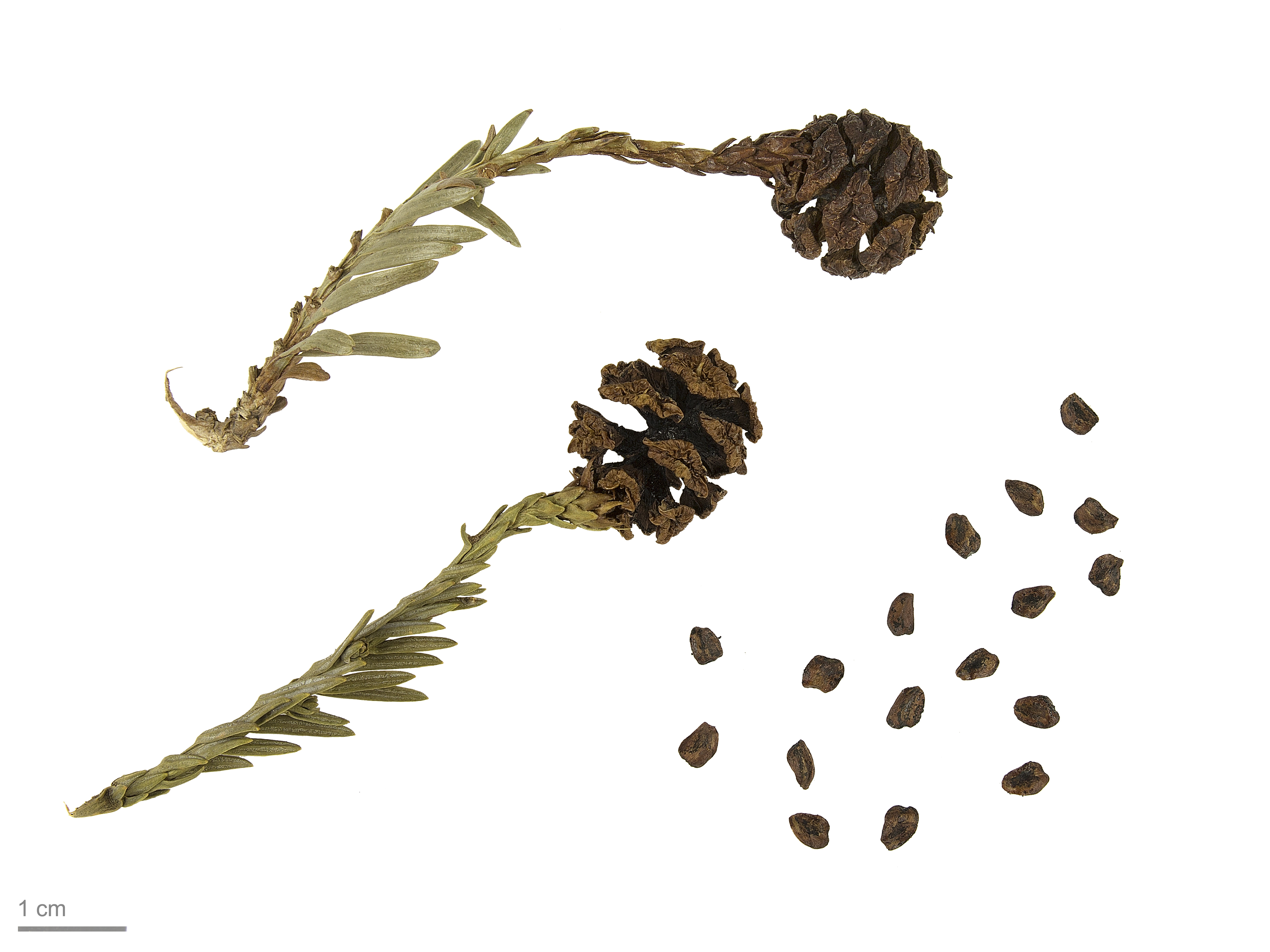
Шишки и семена

Деревья высотой свыше 60 м встречаются очень часто, многие выше 90 м.
- Самая высокая секвойя, получившая имя «Гиперион», была обнаружена летом 2006 года Крисом Аткинсом (англ. Chris Atkins) и Майклом Тейлором, известным исследователем лесов и открывателем высоких деревьев, в национальном парке Редвуд к северу от Сан-Франциско. Высота дерева составляет 115,61 метра[5]. Исследователи заявили, что повреждение, нанесённое дереву в верхней части дятлом, препятствовало секвойе достигнуть высоты 115,8 метра.
- Предыдущим рекордсменом из ныне растущих деревьев был «Стратосферный гигант»[англ.], произрастающий в парке Гумбольдт-Редвудс штата Калифорния. В августе 2000 года высота дерева была 112,34 м, позднее в 2002 году — 112,56 м, по состоянию на 2010 год его высота 113,11 м[6].
- До «Гипериона» самым высоким деревом всех времен был «Гигант Дайервиль», также в парке Хумбольдт-Рэдвудс. Высота была измерена после его падения в марте 1991 и равнялась 113,4 метра. Возраст, по оценкам, составлял около 1600 лет.
- Высоту более 110 м имеют 15 ныне известных растущих деревьев, а более 105 м — 47 деревьев.
- Некоторые утверждают, что высота секвойи, срубленной в 1912 году, равнялась 115,8 м.
- Второе место по высоте после секвойи занимает Дуглассия (Псевдотсуга Мензиса). Высочайшая из ныне живущих псевдотсуг Мензиса — «Doerner Fir» (ранее известная как «Brummit fir») — имеет 99,4 м в высоту.

В 2004 году в журнале Nature было опубликовано исследование специалистов Университета Северной Аризоны, согласно которому максимальная теоретическая высота секвойи (или любого другого дерева) ограничена 122—130 метрами из-за гравитации и трения между водой и порами древесины, через которые она сочится.
Самое объёмное дерево среди секвой (red woods) — «Титан Дель-Норте». Объём этой секвойи оценивается в 1044,7 м³, высота — 93,57 м, а диаметр — 7,22 м. Среди всех растущих на Земле деревьев только 15 гигантских секвой (секвойядендронов) массивнее него. Секвойядендроны (англ. giant sequoia) несколько короче, но у них более толстый ствол, чем у секвой. Так, объём крупнейшего экземпляра секвойядендрона «Генерал Шерман» равен 1487 м³.
Некоторые секвойи являются альбиносами.

## Классификация
Род Секвойя относится к подсемейству Sequoioideae семейства Кипарисовые (Cupressaceae), в которое также входят Секвойядендрон (Sequoiadendron J.Buchholz) и Метасеквойя (Metasequoia Miki ex Hu & W.C.Cheng).